# Sainte-Alauzie
Sainte-Alauzie – miejscowość i dawna gmina we Francji, w regionie Oksytania, w departamencie Lot. W 2013 roku populacja gminy wynosiła 124 mieszkańców. 
W dniu 1 stycznia 2017 roku z połączenia dwóch ówczesnych gmin – Castelnau-Montratier oraz Sainte-Alauzie – utworzono nową gminę Castelnau-Montratier-Sainte-Alauzie. Siedzibą gminy została miejscowość Castelnau-Montratier. 